# باب سيارة

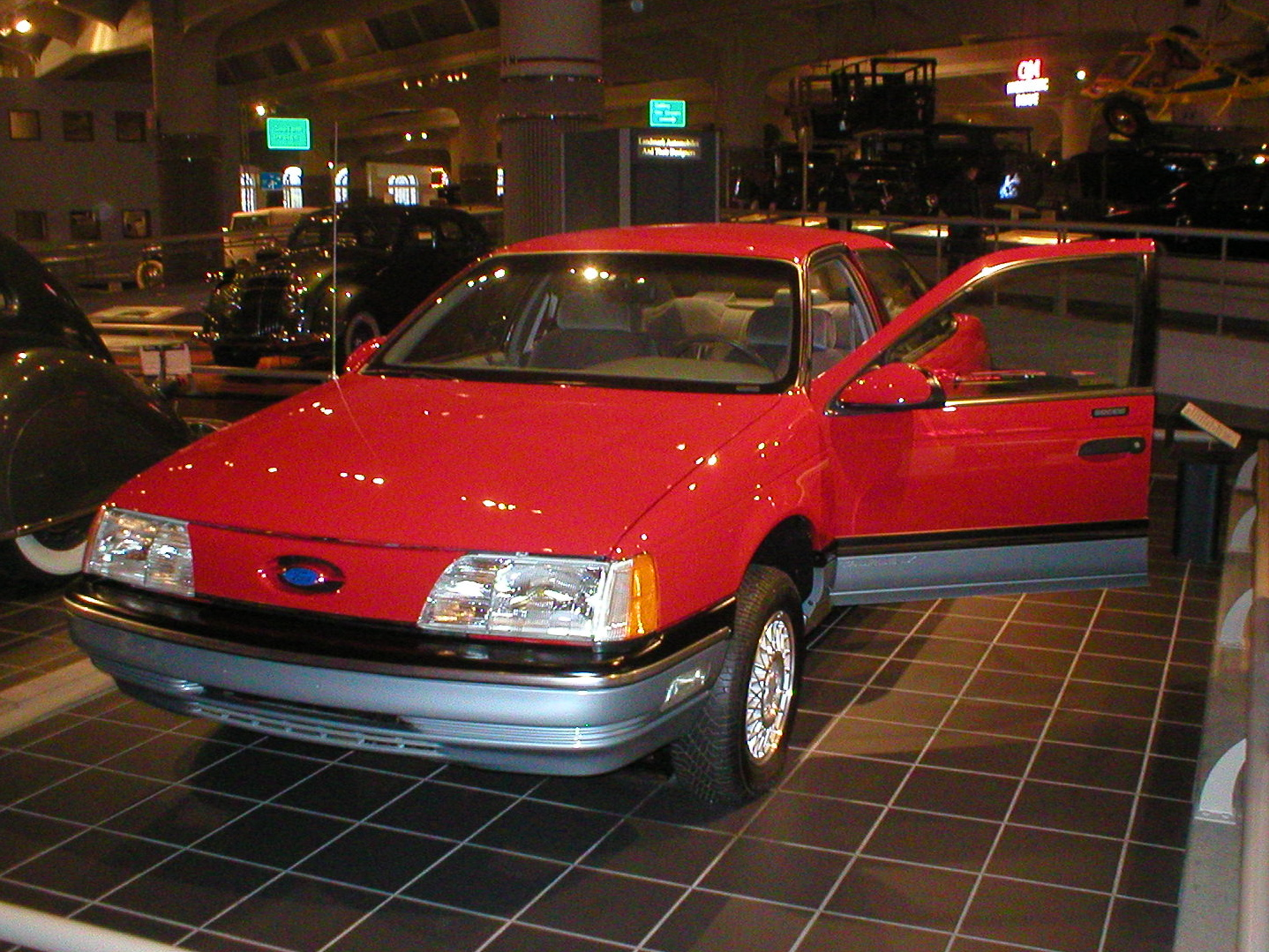
الجانب الخارجي لأبواب سيارة فورد توريس طراز 1986.

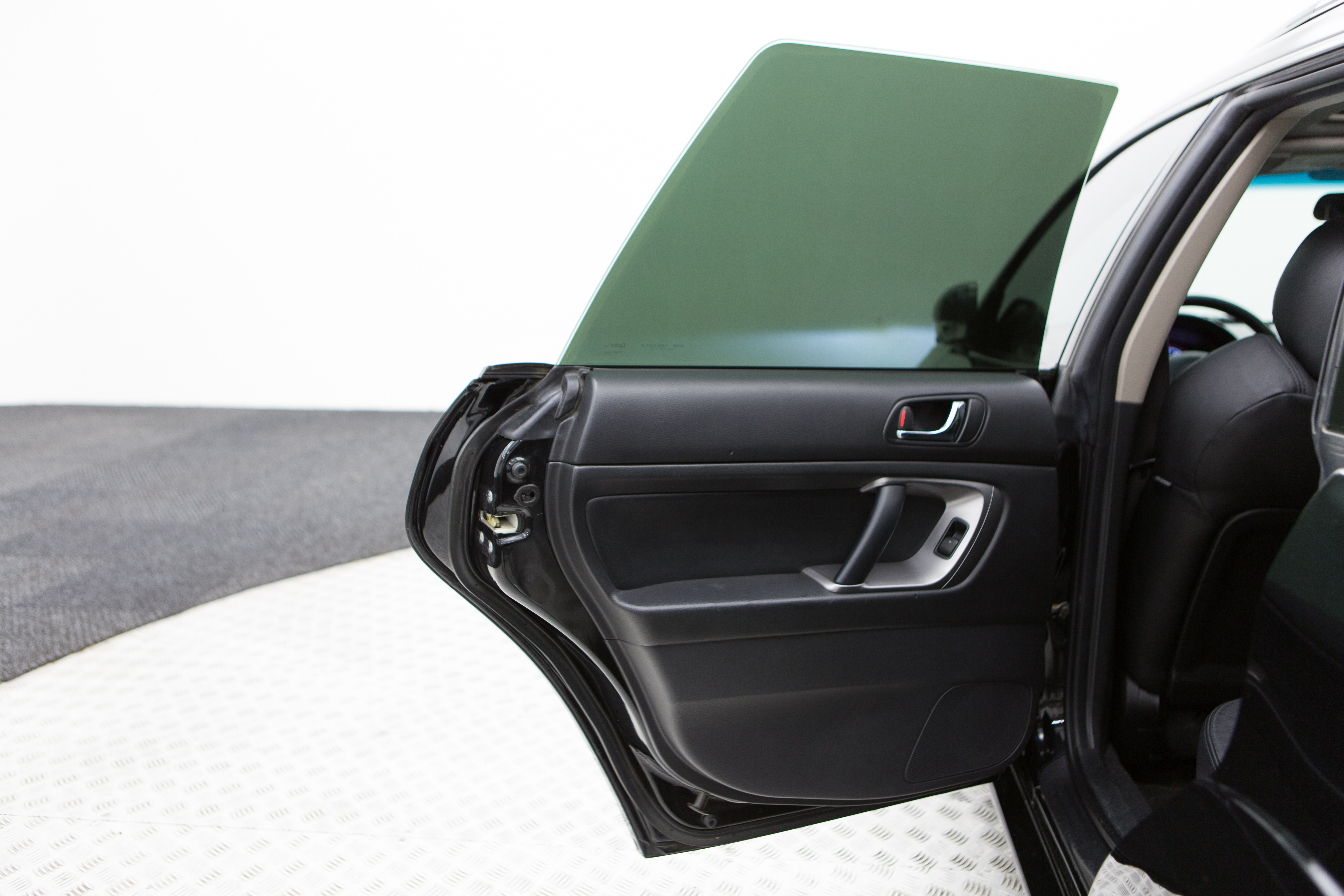
باب سيارة.

باب السيارة (بالإنجليزية: Car door)‏ هو جهاز فتح وإغلاق يسمح للركاب بالنزول والصعود إلى المركبة. يُفتح مثل الباب عن طريق مقبض، وقفل يمنع فتحه.

## صور

أنواع مختلفة من أبواب السيارات
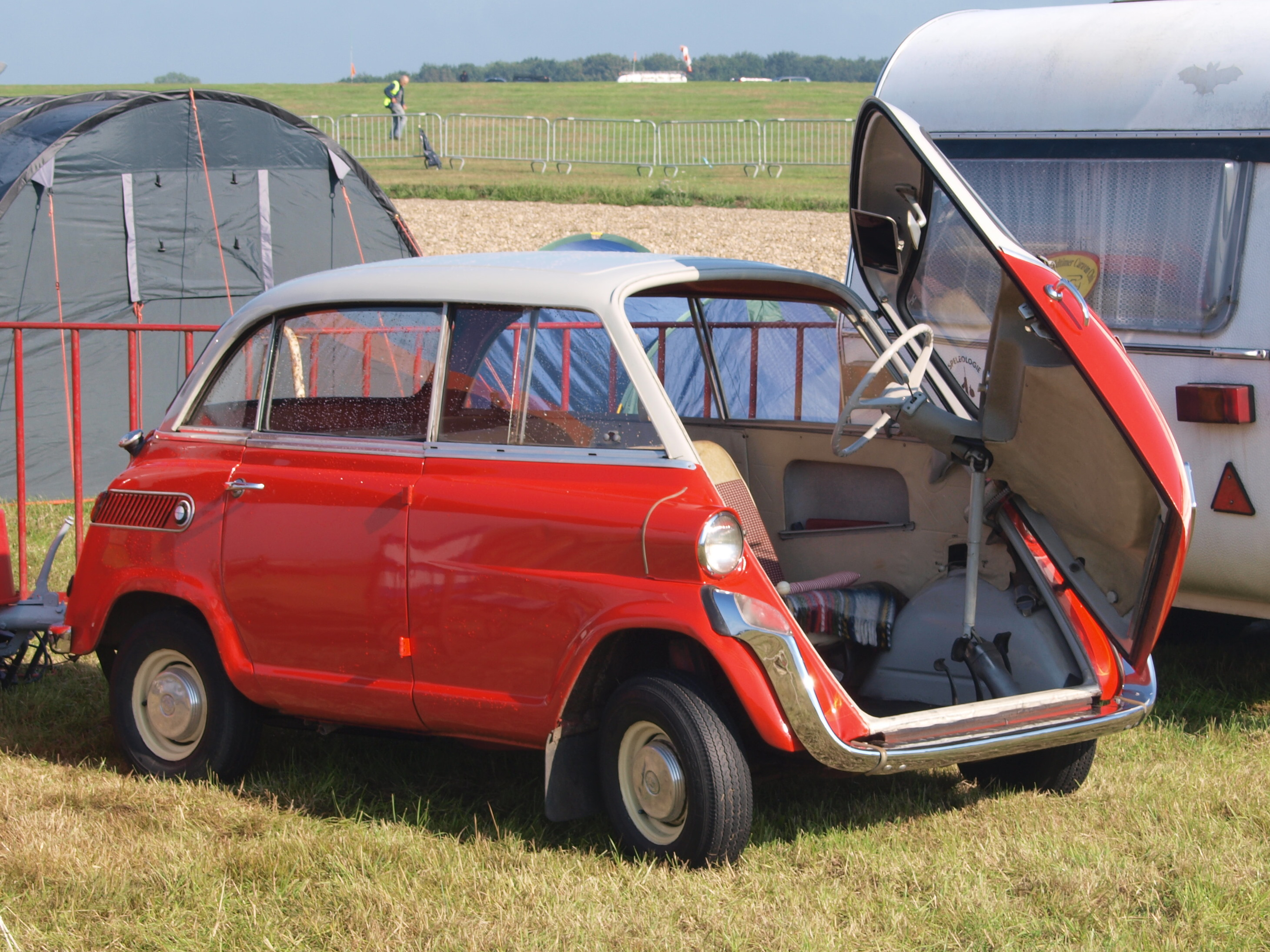
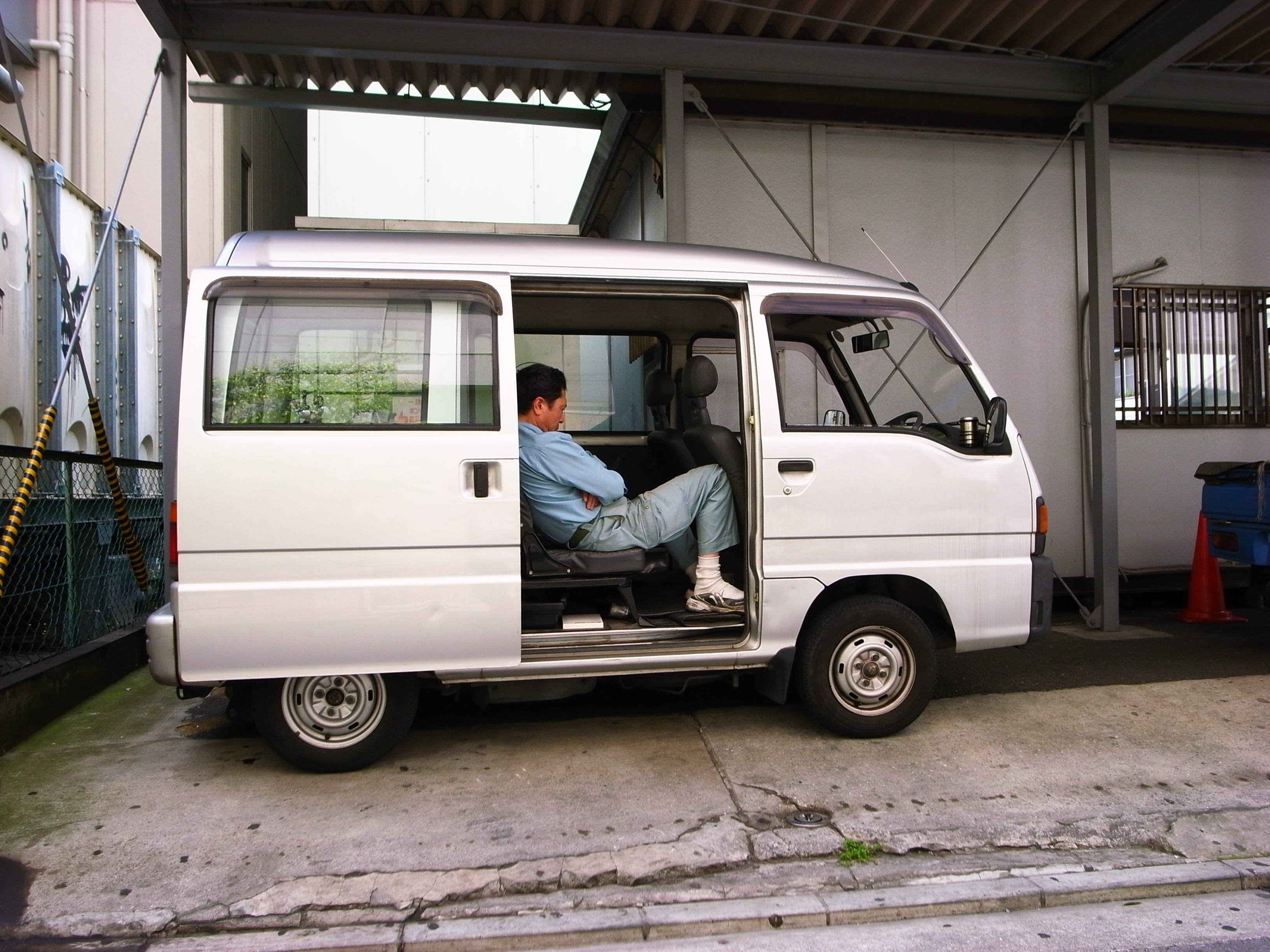
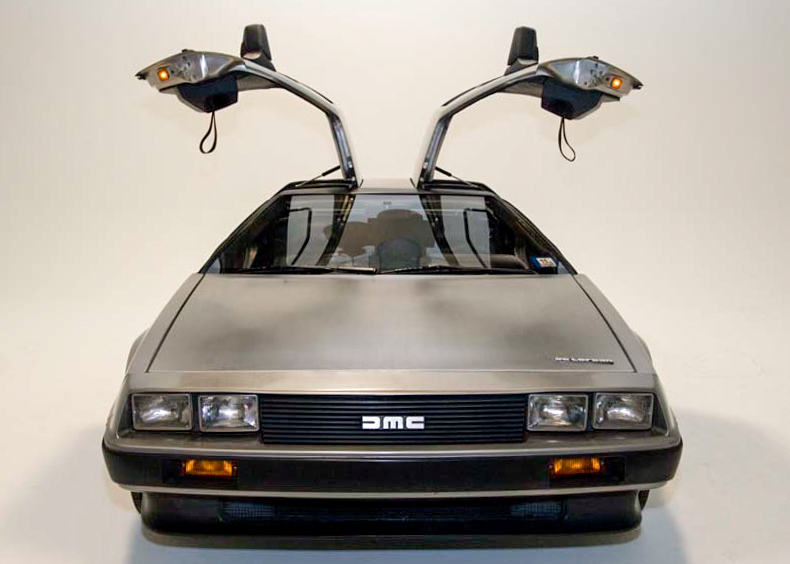
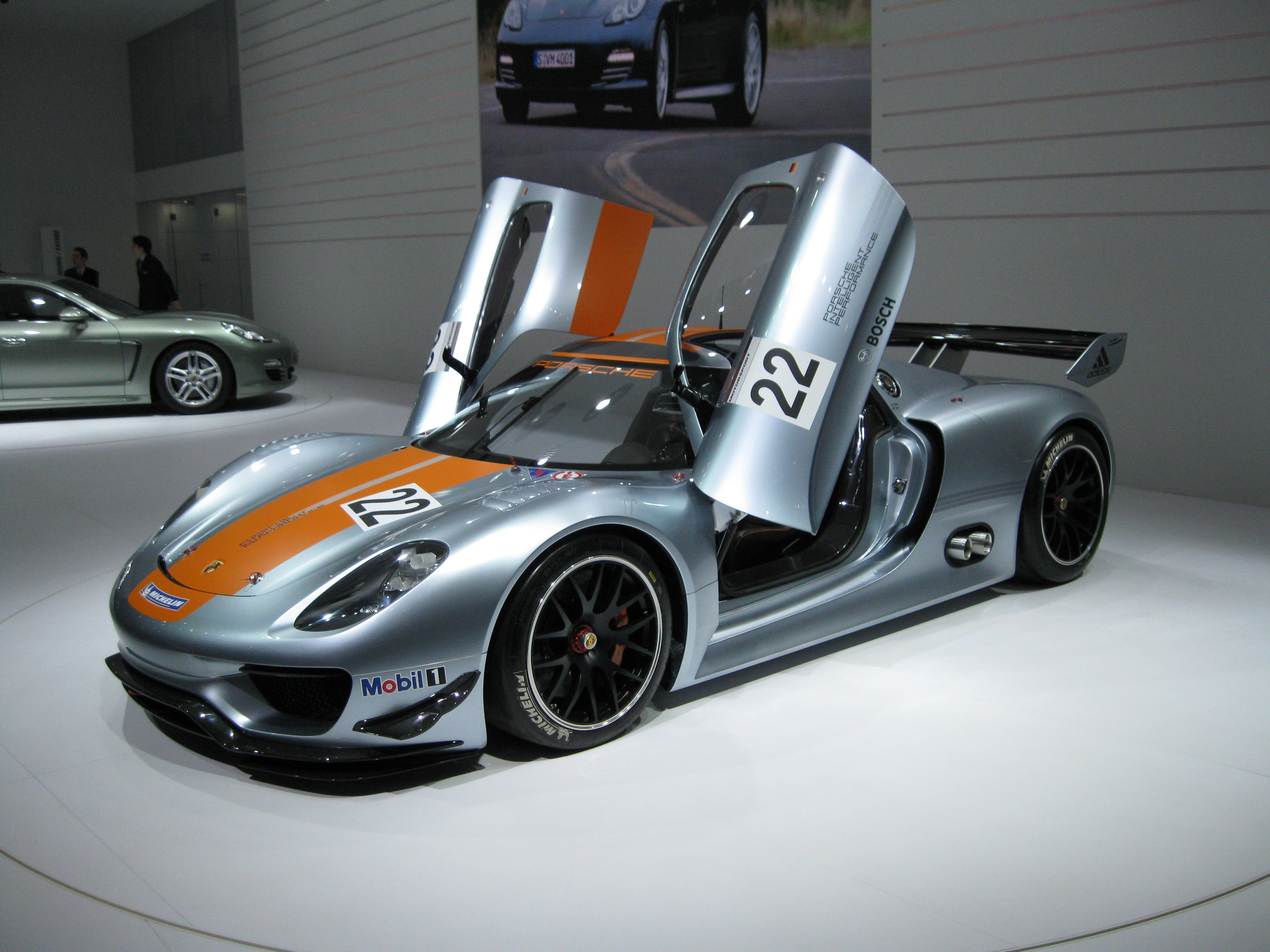
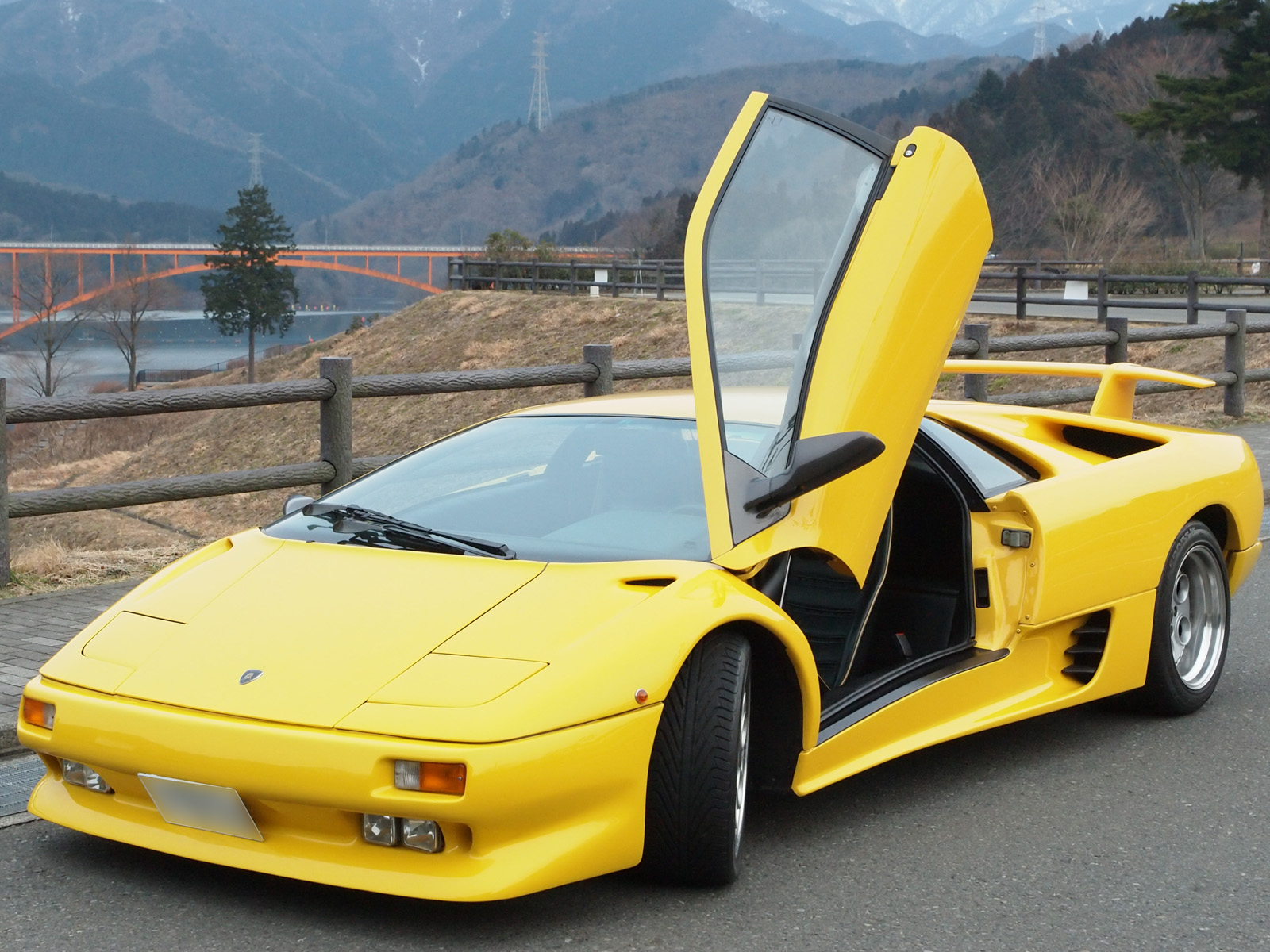
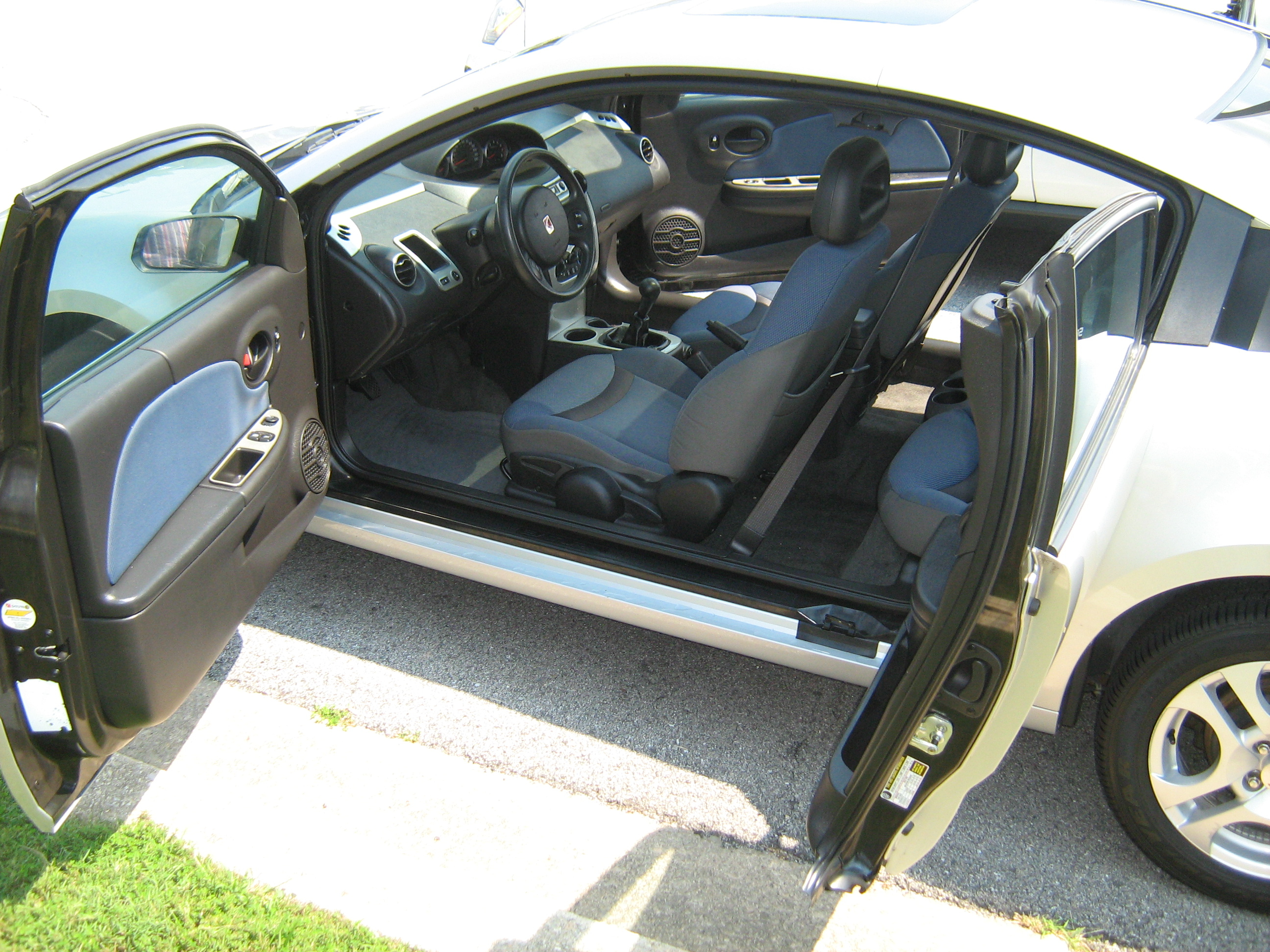

مركبات أخرى
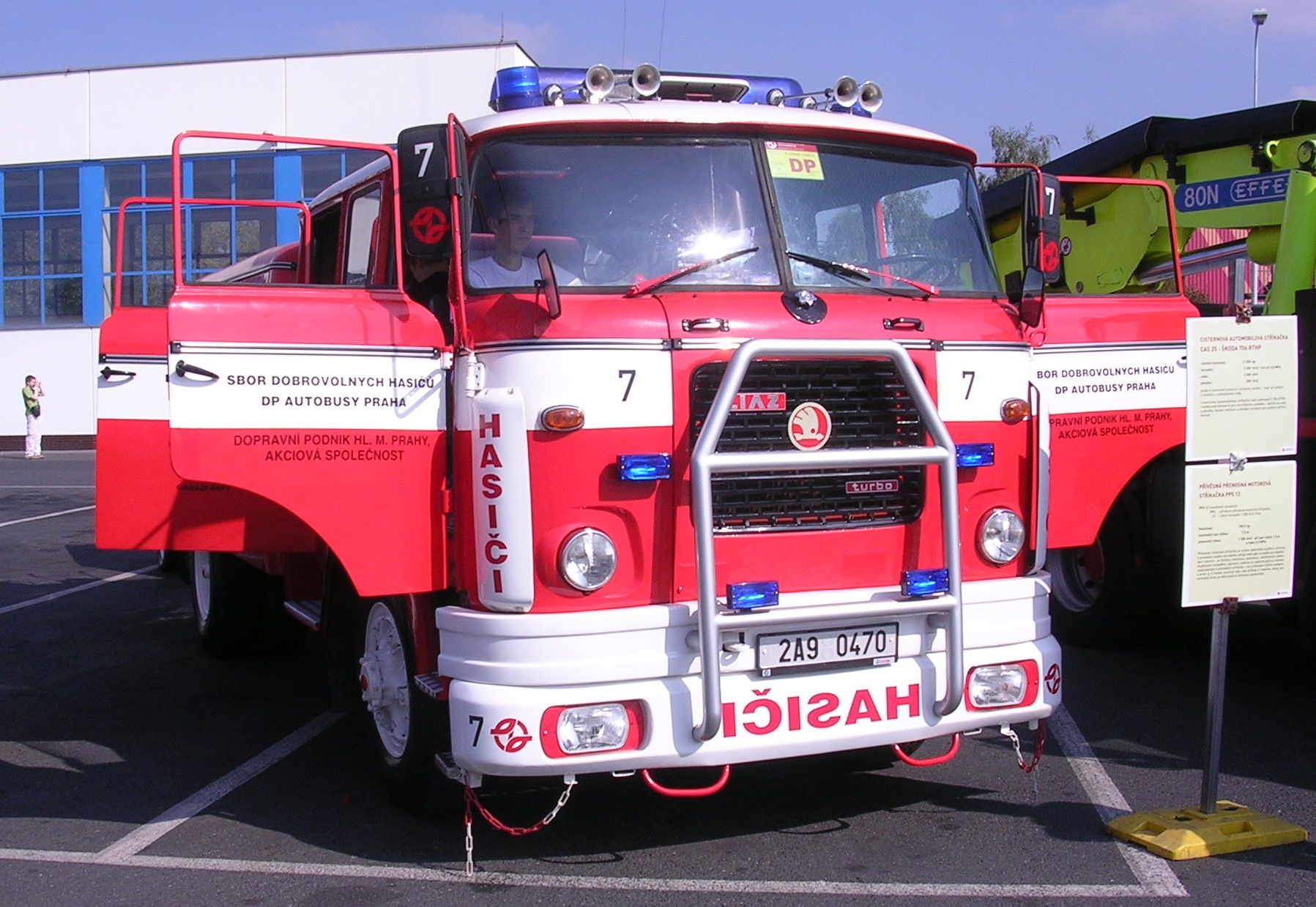
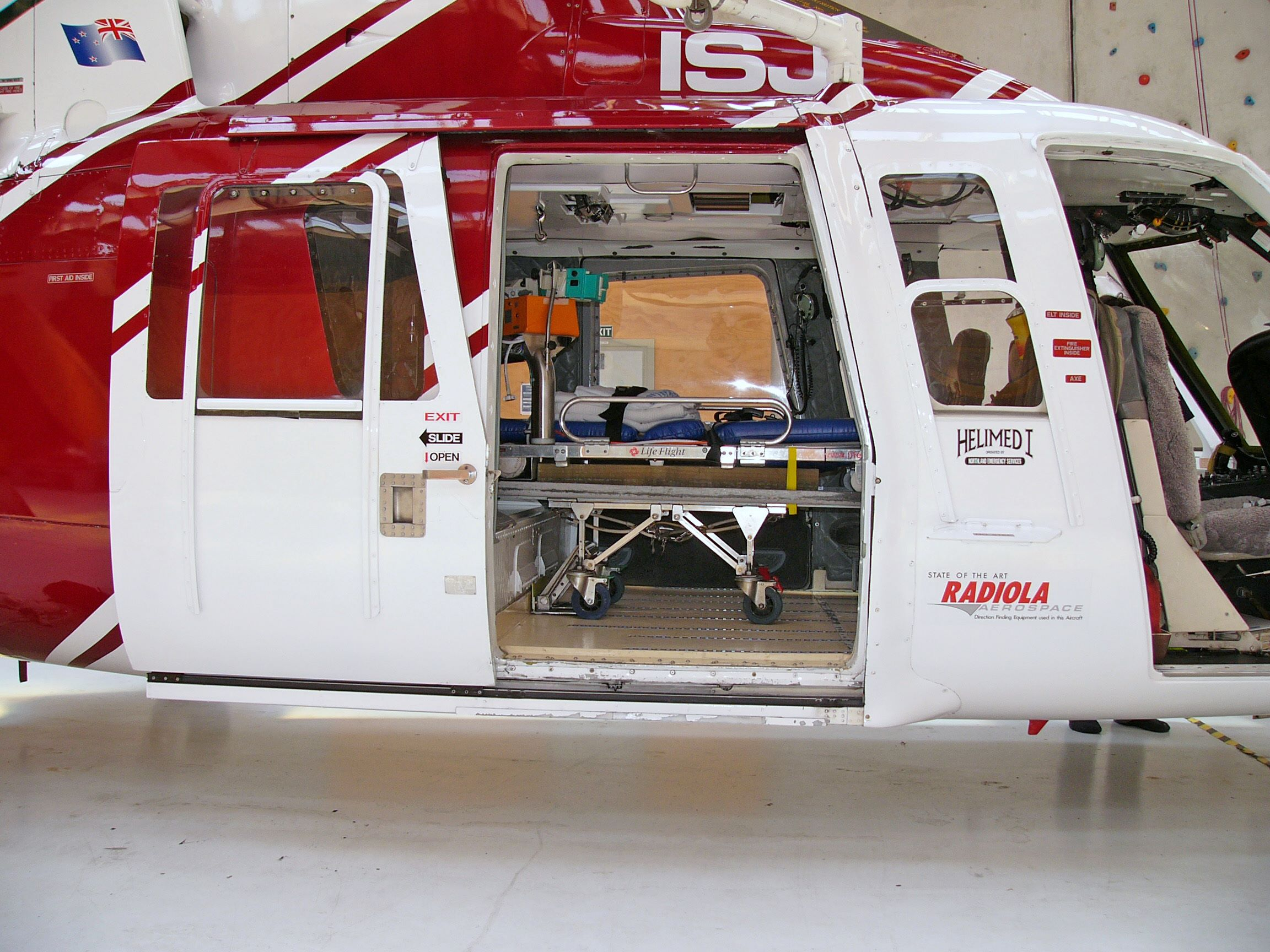
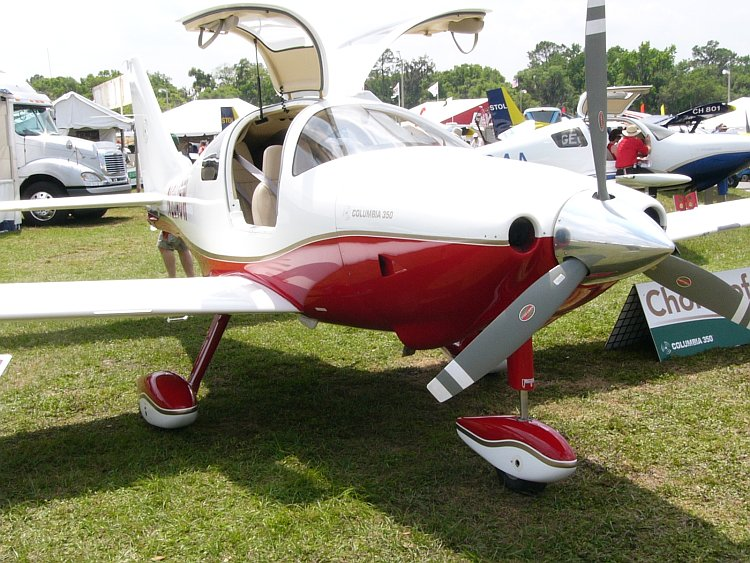